# Национал-религиозна партия
Национал-религиозната партия (на иврит: מפלגה דתית לאומית) е дясна националистическа политическа партия в Израел, съществувала от 1956 до 2008 година, когато става основата на партията Еврейски дом.
Политическа партия в Израел, дълго време най-важната религиозна партия в страната. Формира традиционното религиозно крило на ционисткото движение. Застъпва религиозно формулираната доктрина за правото на евреите върху т.нар. „Обетована земя“. Стреми се към налагане на религиозно формулирано законодателство в Израел.
До 1977 г. Национал-религиозната партия е традиционен съюзник на Мапай и Партията на труда. Участва във всички социалдемократически правителства на Израел и се стреми да утвържадава политика на развнопоставеност на израелските араби.
В началото на 70-те години водачите на партията правят завой към националния лагер и полагат основите на т.нар. заселническо движение на Западния бряг на р. Йордан и ивицата Газа.
До началото на 80-те години полулярността на партията възлиза на между 8 и 10%. Следва спадане на популярността на партията защото голяма част от симпатизантите на НРП започват да гласуват за Ликуд и понеже в страната възникват нови религиозни партии.